# Афанасій Нагой
Афанасій Нагой (помер близько 1593) — московський посол у Криму в 1563–1572, окольничий.

## Біографія
Рідний дядько цариці Марії Федорівни Нагої.
Зробив багато для запобігання кримсько-турецькій агресії; так, він попередив Івана IV про підготовку походу хана Криму Девлета I Ґерая на Астрахань. Був узятий під варту кримським ханом (1569); звільнений, будучи обміняним на кримського вельможу. Документи посольства Нагого, що збереглися, є цінним свідченням міжнародних відносин у XVI столітті, джерелом з історії Кримського ханства.
Нагой брав участь також у переговорах із литовськими, данськими, польськими посланцями.
Став опричником ще в Криму 1571 року. З 1573 входив у ближню думу Івана Грозного. У наступні роки брав участь у багатьох дипломатичних переговорах. У 1576—1579 роках — дворовий воєвода. Незабаром після смерті Грозного заслали в Новосіль. У 1591 року у час загибелі царевича Дмитра перебував у Ярославлі, був звинувачений урядом у підпалі Москви.